# Драфт ВНБА 2021 года
Драфт ВНБА 2021 года из-за пандемии COVID-19 прошёл 15 апреля, в четверг, в доме комиссионера женской НБА Кэти Энгельберт, который расположен в Беркли-Хайтс (штат Нью-Джерси). К участию в драфте были допущены игроки после окончания колледжа и игроки-иностранцы. Лотерея драфта прошла 4 декабря 2020 года, по результатам которой право выбора под первым номером получила команда «Нью-Йорк Либерти». Этот выбор в результате пятисторонней сделки сперва был отдан в клуб «Сиэтл Шторм», а затем отправлен в команду «Даллас Уингз», был использован последней на 21-летнюю Чарли Коллиер, центровую из Техасского университета в Остине. Первый раунд драфта транслировался на спортивном канале ESPN2 (в формате HD) в семь часов вечера по Североамериканскому восточному времени (EDT), а его второй и третий раунды были показаны на кабельном канале ESPNU на час позднее. Уже во второй раз драфт ВНБА транслировался в Канаде, который был показан на телевизионном канале TSN2.
Всего на этом драфте было выбрано 36 баскетболисток, из которых 28 из США, по 2 из Франции (Ильяна Рюпер и Марин Фоту) и Испании (Ракель Каррера и Айна Аюсо) и по одной из Финляндии (Авак Куиэр), Австралии (Шайла Хил), Сербии (Ивана Раца) и Аргентины (Флоренсия Шагас).

## Легенда к драфту
|  | Выделены игроки, выбранные в Баскетбольный зал славы                      |
|  | Выделены участники Матча всех звёзд ВНБА и игроки сборной всех звёзд ВНБА |
|  | Выделены участники Матча всех звёзд ВНБА                                  |
|  | Выделены игроки сборной всех звёзд ВНБА                                   |
|  | Выделены игроки, не игравшие в ВНБА                                       |

## Лотерея драфта
Лотерея драфта была проведена 4 декабря 2020 года, чтобы определить порядок выбора первой четвёрки команд предстоящего драфта, в студии развлечений НБА в городе Секокус (штат Нью-Джерси), которая транслировалась на спортивном кабельном канале ESPN в перерыве матча регулярного сезона NCAA между клубами «Де Поль Блю Демонс» и «Луисвилл Кардиналс». Клуб «Нью-Йорк Либерти» выиграл в ней право выбирать первой, в то время как «Даллас Уингз» и «Атланта Дрим» были удостоены второго и третьего выбора соответственно. Оставшиеся выборы первого раунда, а также все выборы второго и третьего раундов осуществлялись клубами в обратном порядке их итогового положения в регулярном чемпионате прошлого сезона.
В этой таблице показаны шансы четырёх худших команд прошлого сезона, не попавших в турнир плей-офф, которые боролись за шанс получить первый номер выбора на лотерее предстоящего драфта, округлённые до трёх знаков после запятой:
| Худшие команды прошлого сезона                                                             | Баланс побед и поражений четырёх худших команд прошлого сезона (двух последних сезонов) | Шансы на выигрыш первого номера драфта | Номер выбора на драфте | Номер выбора на драфте | Номер выбора на драфте | Номер выбора на драфте |
| Худшие команды прошлого сезона                                                             | Баланс побед и поражений четырёх худших команд прошлого сезона (двух последних сезонов) | Шансы на выигрыш первого номера драфта | 1-й                    | 2-й                    | 3-й                    | 4-й                    |
| ------------------------------------------------------------------------------------------ | --------------------------------------------------------------------------------------- | -------------------------------------- | ---------------------- | ---------------------- | ---------------------- | ---------------------- |
| Нью-Йорк Либерти                                                                           | 2—20 (12—44)                                                                            | 442                                    | 0,442                  | 0,316                  | 0,181                  | 0,062                  |
| Атланта Дрим                                                                               | 7—15 (15—41)                                                                            | 276                                    | 0,276                  | 0,310                  | 0,270                  | 0,144                  |
| Даллас Уингз                                                                               | 8—14 (18—38)                                                                            | 178                                    | 0,178                  | 0,230                  | 0,317                  | 0,275                  |
| Индиана Фивер                                                                              | 6—16 (19—37)                                                                            | 104                                    | 0,104                  | 0,145                  | 0,232                  | 0,520                  |
| Примечание: Закрашенные сегменты таблицы обозначают фактические результаты лотереи драфта. |                                                                                         |                                        |                        |                        |                        |                        |

## Сделки
- 11 февраля 2020 года команда «Коннектикут Сан» обменяла 7-й и 10-й номера драфта 2020 года, а также право выбора под 6-м номером драфта в клуб «Финикс Меркури» на Деванну Боннер[5].
- 12 февраля 2020 года команда «Финикс Меркури» обменяла 5-й и 7-й номера драфта 2020 года, а также право выбора под 8-м номером драфта в клуб «Даллас Уингз» на Скайлар Диггинс[6].
- 12 февраля 2020 года команда «Даллас Уингз» обменяла 8-й номер драфта, только что приобретённый у «Финикс Меркури» в клуб «Чикаго Скай» на Асту Ндур[7].
- 14 февраля 2020 года команда «Чикаго Скай» обменяла Кэти Лу Самуэльсон и 7-й номер драфта в клуб «Даллас Уингз» на Азурей Стивенс[8].
- 19 февраля 2020 года состоялась трёхсторонняя сделка между командами «Атланта Дрим», «Коннектикут Сан» и «Финикс Меркури», в результате которой:
  - «Атланта Дрим» получила право выбора под 17-м номером драфта 2020 года от клуба «Финикс Меркури», а также Кортни Уильямс от клуба «Коннектикут Сан».
  - «Коннектикут Сан» получила Брианн Дженьюари и право выбора под 20-м номером драфта от «Финикс Меркури».
  - «Финикс Меркури» получила Джессику Бриланд и Ниа Коффи от «Атланта Дрим»[9].
- 21 февраля 2020 года команда «Лос-Анджелес Спаркс» обменяла Марину Мабри в клуб «Даллас Уингз» на право выбора под 16-м номером драфта[10].
- 24 февраля 2020 года команда «Сиэтл Шторм» обменяла Калину Москведу-Льюис в клуб «Коннектикут Сан» на право выбора под 18-м номером драфта[11].
- 25 февраля 2020 года команда «Коннектикут Сан» обменяла Рейчел Бэнем в клуб «Миннесота Линкс» на право выбора под 21-м номером драфта[12].
- 6 марта 2020 года клуб «Миннесота Линкс» обменяла 14-й номер драфта 2020 года, а также право выбора под 33-м номером драфта в клуб «Индиана Фивер» на Шенис Джонсон и 16-й номер предыдущего драфта[13].
- 15 апреля 2020 года состоялась трёхсторонняя сделка между командами «Вашингтон Мистикс», «Нью-Йорк Либерти» и «Даллас Уингз», в результате которой:
  - «Нью-Йорк Либерти» получила Шатори Уокер-Кимбру, право выбора под 12-м номером драфта 2020 года и право выбора под 17-м и 29-м номерами драфта от клуба «Вашингтон Мистикс», а также Тэйлер Хилл и право выбора под 9-м и 15-м номерами драфта 2020 года от клуба «Даллас Уингз».
  - «Даллас Уингз» получила право выбора под 5-м и 13-м номерами драфта от «Нью-Йорк Либерти».
  - «Вашингтон Мистикс» получила Тину Чарльз от «Нью-Йорк Либерти»[14].
- 26 мая 2020 года клуб «Даллас Уингз» вернул себе право выбора под 16-м номером драфта, отданный 21 февраля, выменяв его у клуба «Лос-Анджелес Спаркс» на Кристин Анигве и право выбора под 28-м номером драфта[15].
- 28 августа 2020 года команда «Чикаго Скай» обменяла Жантель Лавендер и право выбора под 19-м и 31-м номерами драфта в клуб «Индиана Фивер» на Стефани Мавунгу[16].
- 9 февраля 2021 года команда «Даллас Уингз» обменяла 16-й номер драфта в клуб «Чикаго Скай» на право выбора во втором раунде драфта 2022 года[17].
- 10 февраля 2021 года состоялась трёхсторонняя сделка между командами «Нью-Йорк Либерти», «Сиэтл Шторм» и «Финикс Меркури», в результате которой:
  - «Нью-Йорк Либерти» получила право выбора под 6-м номером драфта, а также право выбора в первом раунде драфта 2022 года от клуба «Финикс Меркури», а также Наташу Ховард от команды «Сиэтл Шторм».
  - «Сиэтл Шторм» получила право выбора под 1-м номером драфта, а также право выбора в первом, только что приобретённом у «Меркури», и втором раундах драфта 2022 года от «Нью-Йорк Либерти», а также Стефани Толбот в обмен на Сэми Уиткомб.
  - «Финикс Меркури» получила Киа Нерс и Меган Уокер от «Нью-Йорк Либерти»[18].
- 10 февраля 2021 года состоялась трёхсторонняя сделка между командами «Сиэтл Шторм», «Даллас Уингз» и «Миннесота Линкс», в результате которой:
  - «Сиэтл Шторм» получила Кэти Лу Самуэльсон и право выбора во втором раунде драфта 2022 года от клуба «Даллас Уингз», а также Микию Херберт Харриган от команды «Миннесота Линкс».
  - «Даллас Уингз» получила право выбора под 1-м номером драфта, только что приобретённом у «Нью-Йорк Либерти», от «Сиэтл Шторм».
  - «Миннесота Линкс» получила право выбора в первом раунде драфта 2022 года, только что приобретённом у «Финикс Меркури», от «Сиэтл Шторм»[19].
- 15 февраля 2021 года команда «Лас-Вегас Эйсес» обменяла Линдсей Аллен и 24-й номер драфта в клуб «Индиана Фивер» на право выбора под 14-м номером драфта[20].
- 14 апреля 2021 года команда «Даллас Уингз» обменяла право выбора под 7-м номером драфта и право выбора во втором раунде драфта 2022 года в клуб «Лос-Анджелес Спаркс» на право выбора в первом раунде следующего драфта[21].

## Первый раунд

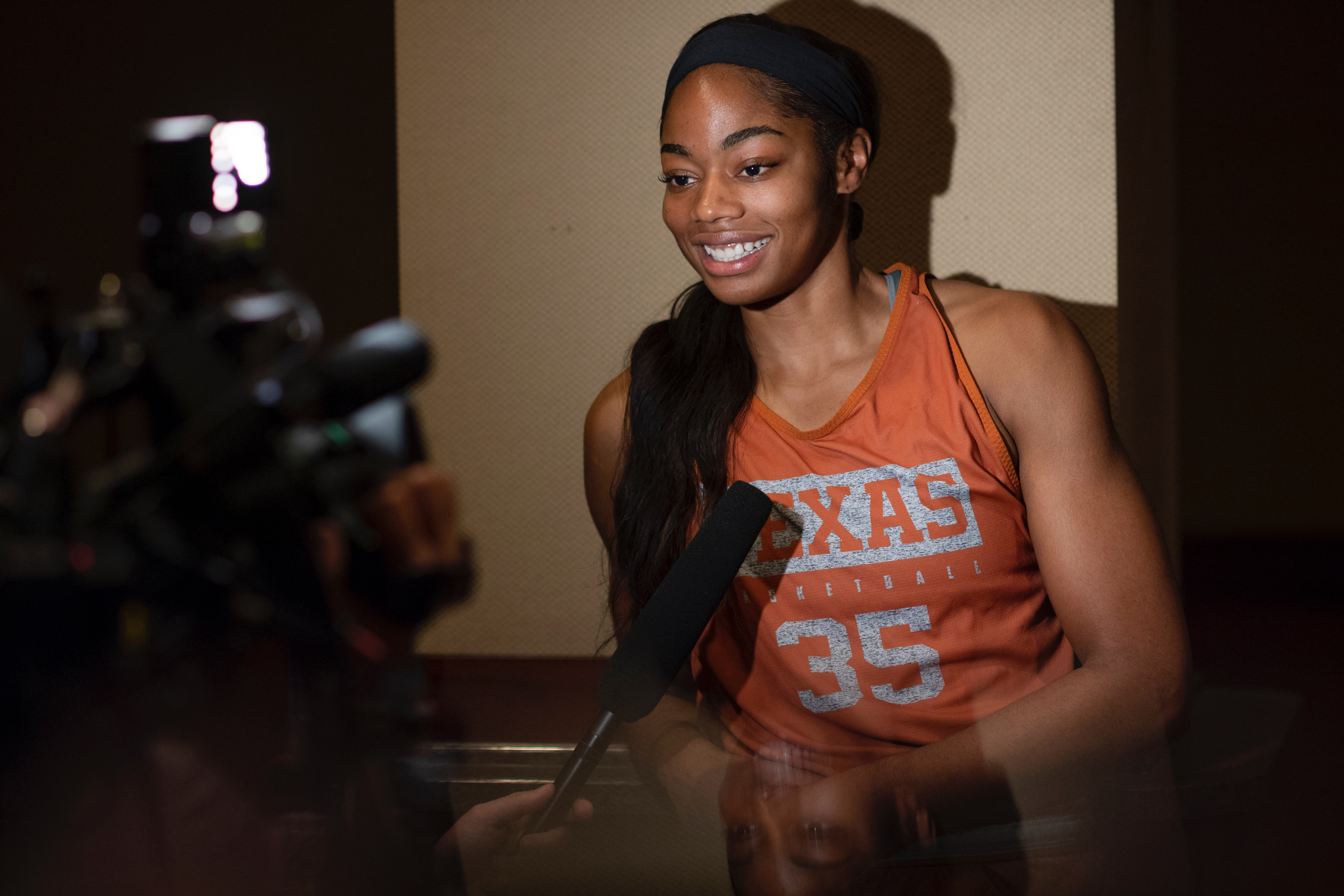
Чарли Коллиер, 1-й номер драфта

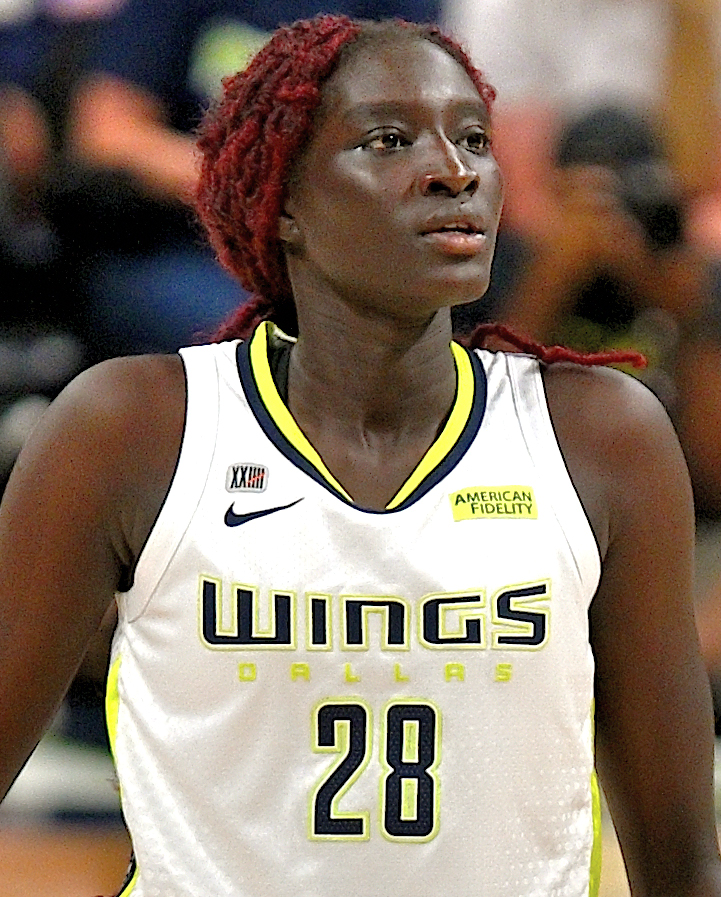
Авак Куиэр, 2-й номер драфта

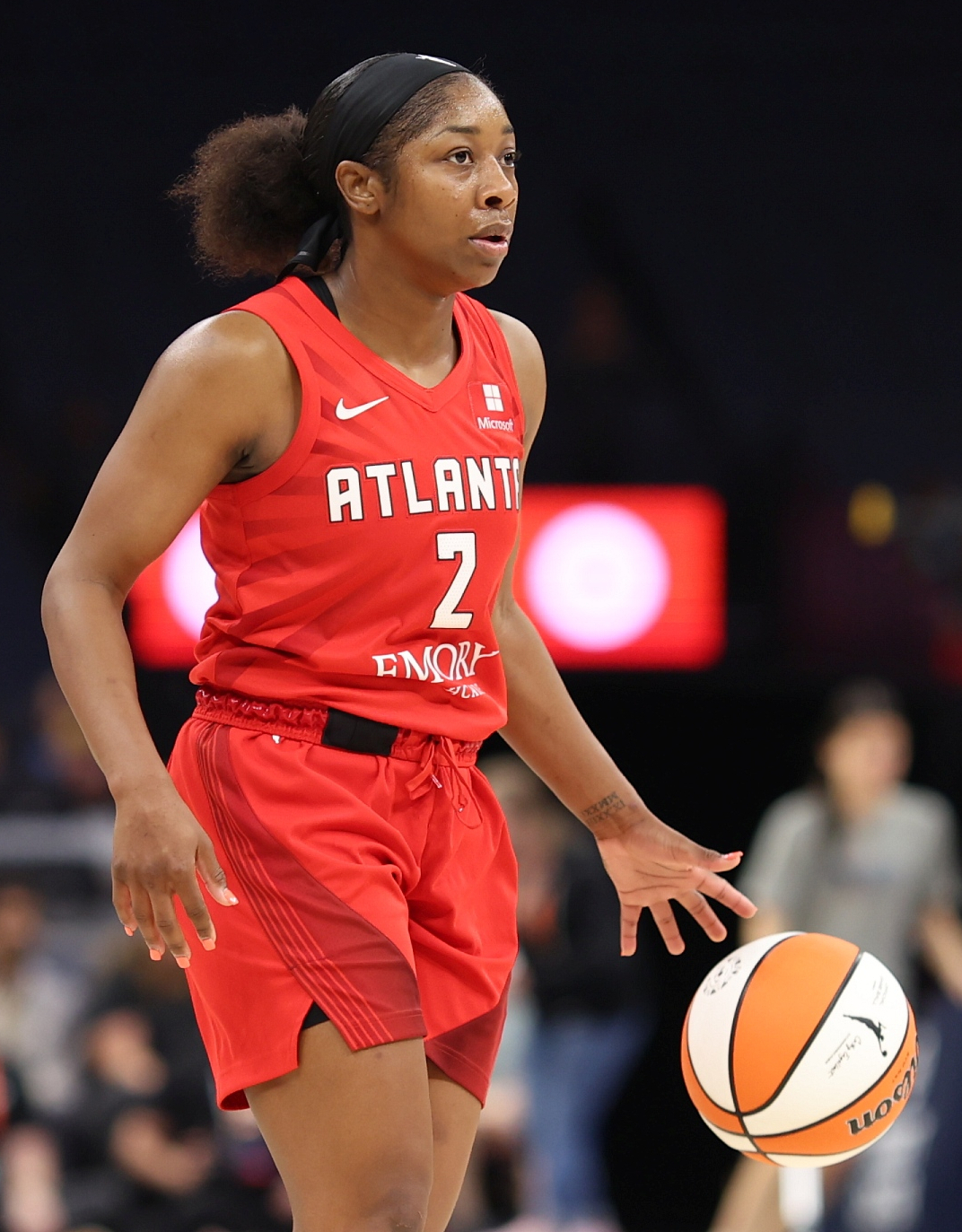
Эйри Макдональд, 3-й номер драфта

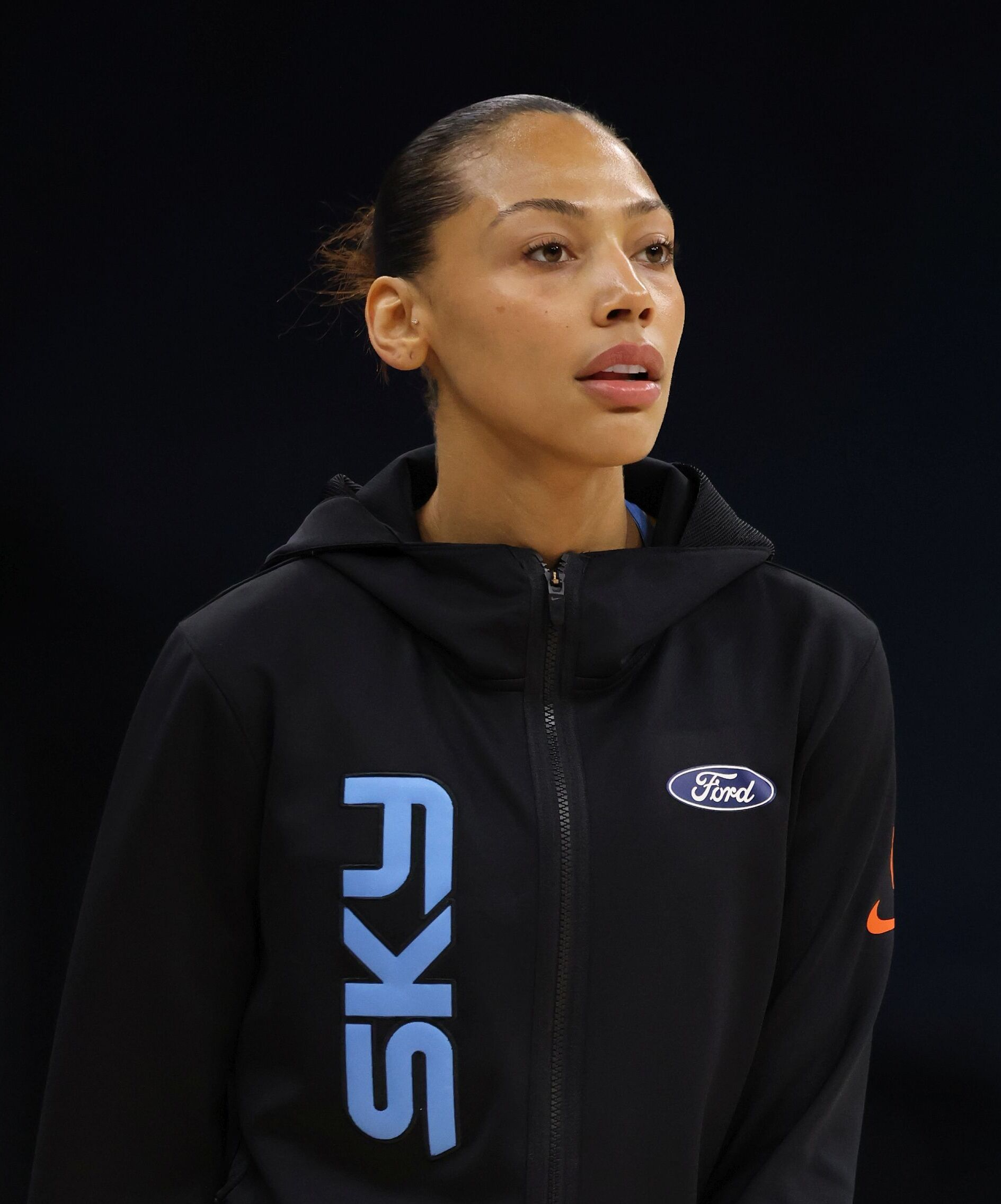
Кайза Гондрезик, 4-й номер драфта

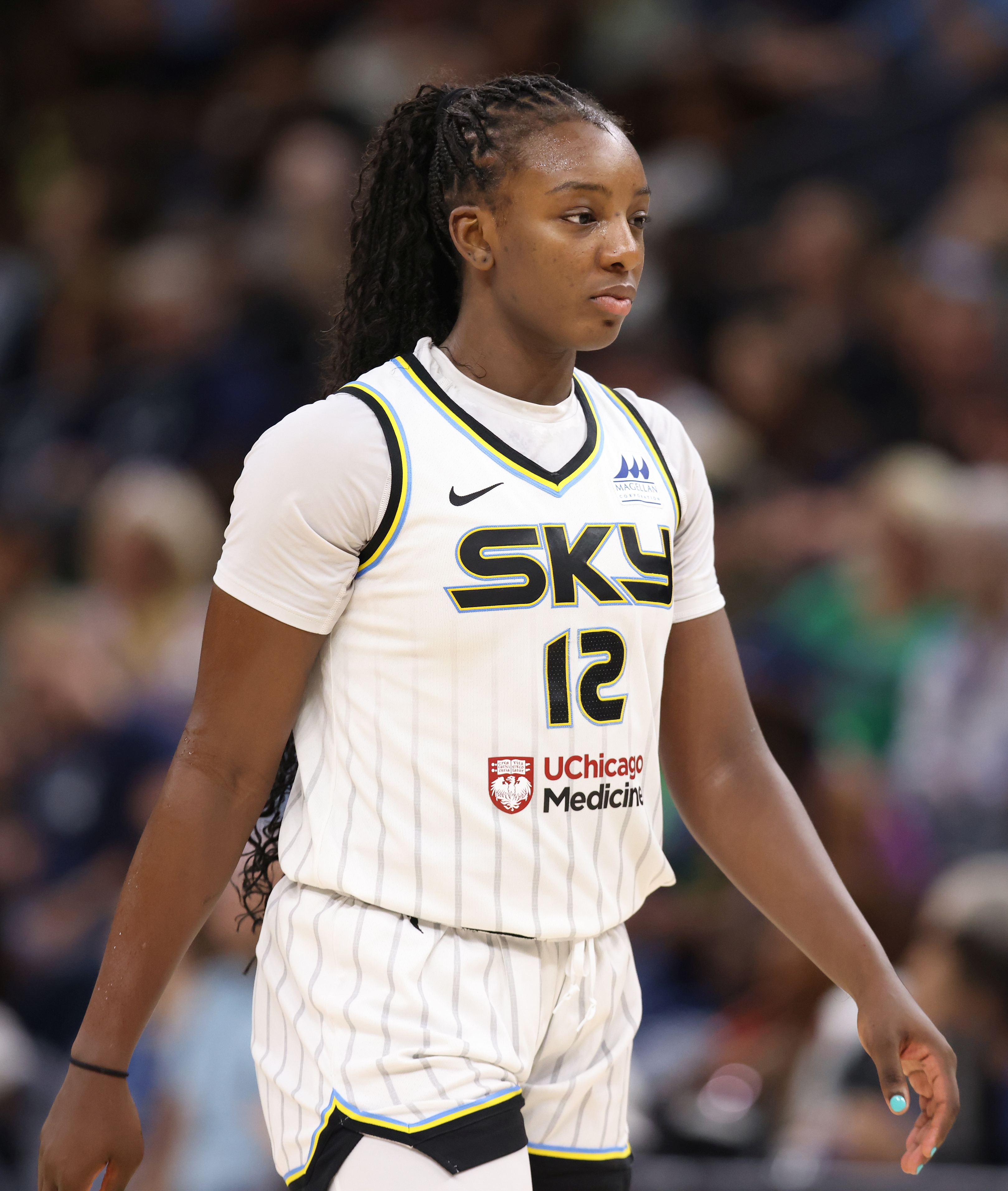
Микаэла Оньенвере, 6-й номер драфта

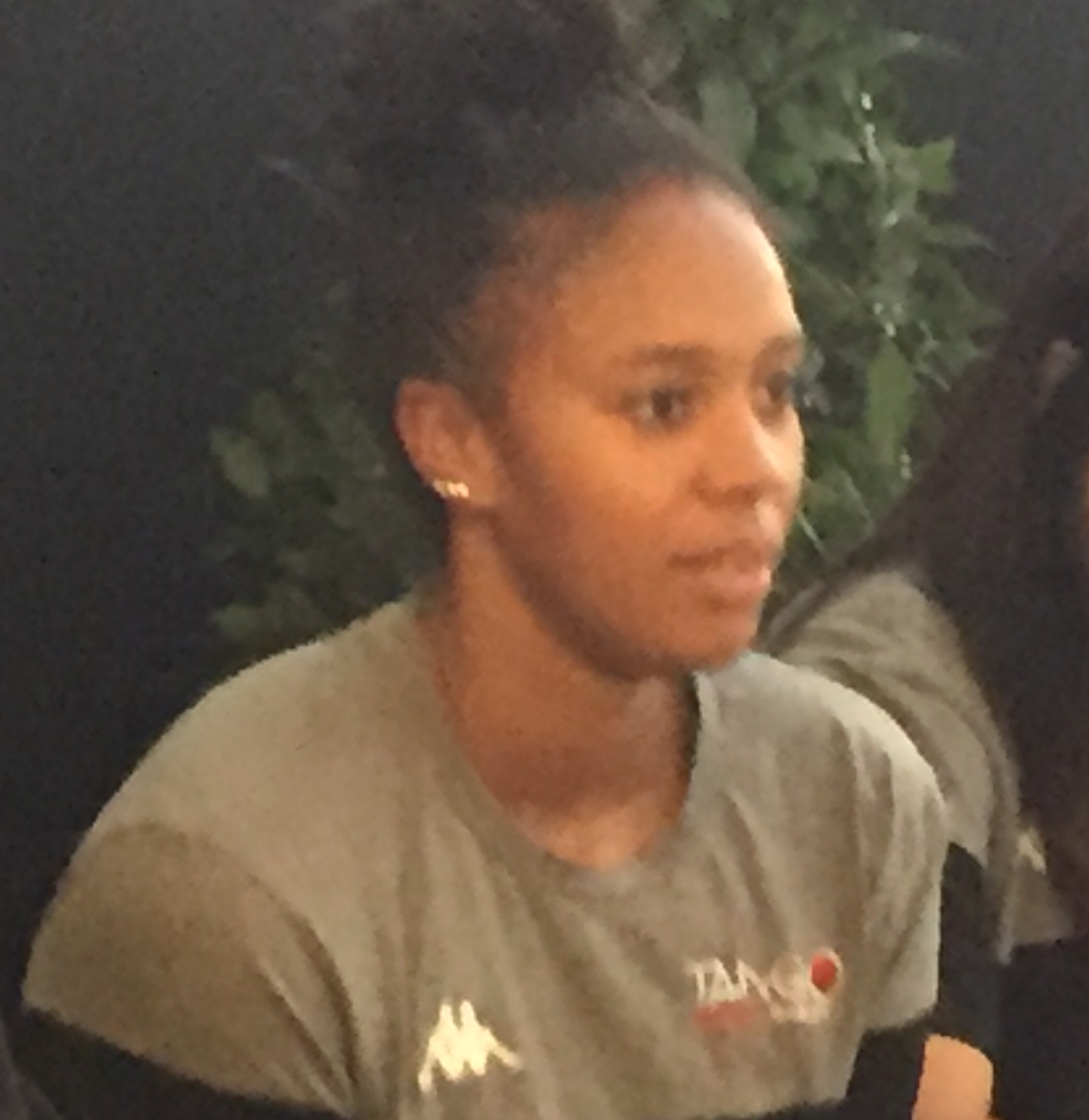
Ильяна Рюпер, 12-й номер драфта

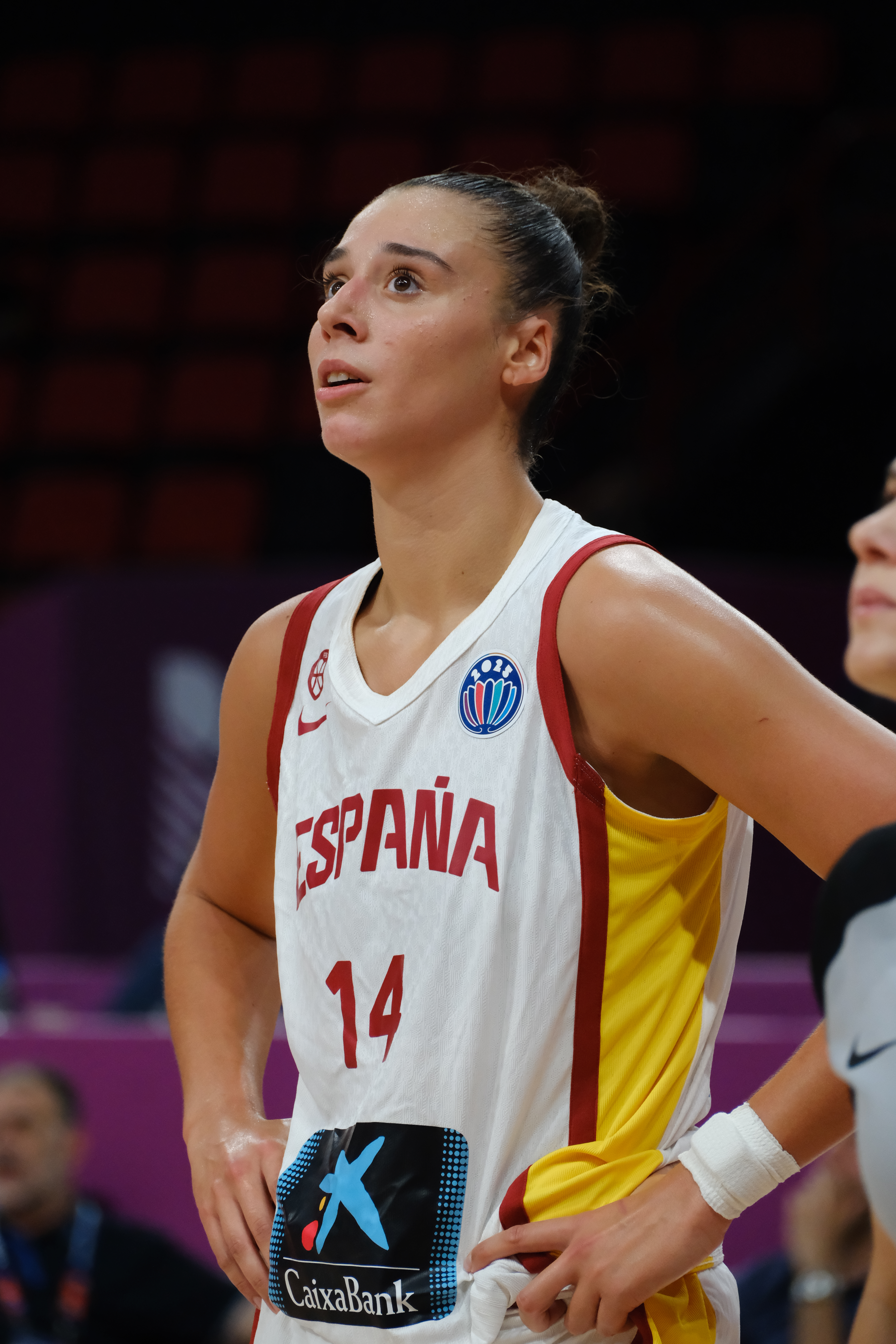
Ракель Каррера, 15-й номер драфта

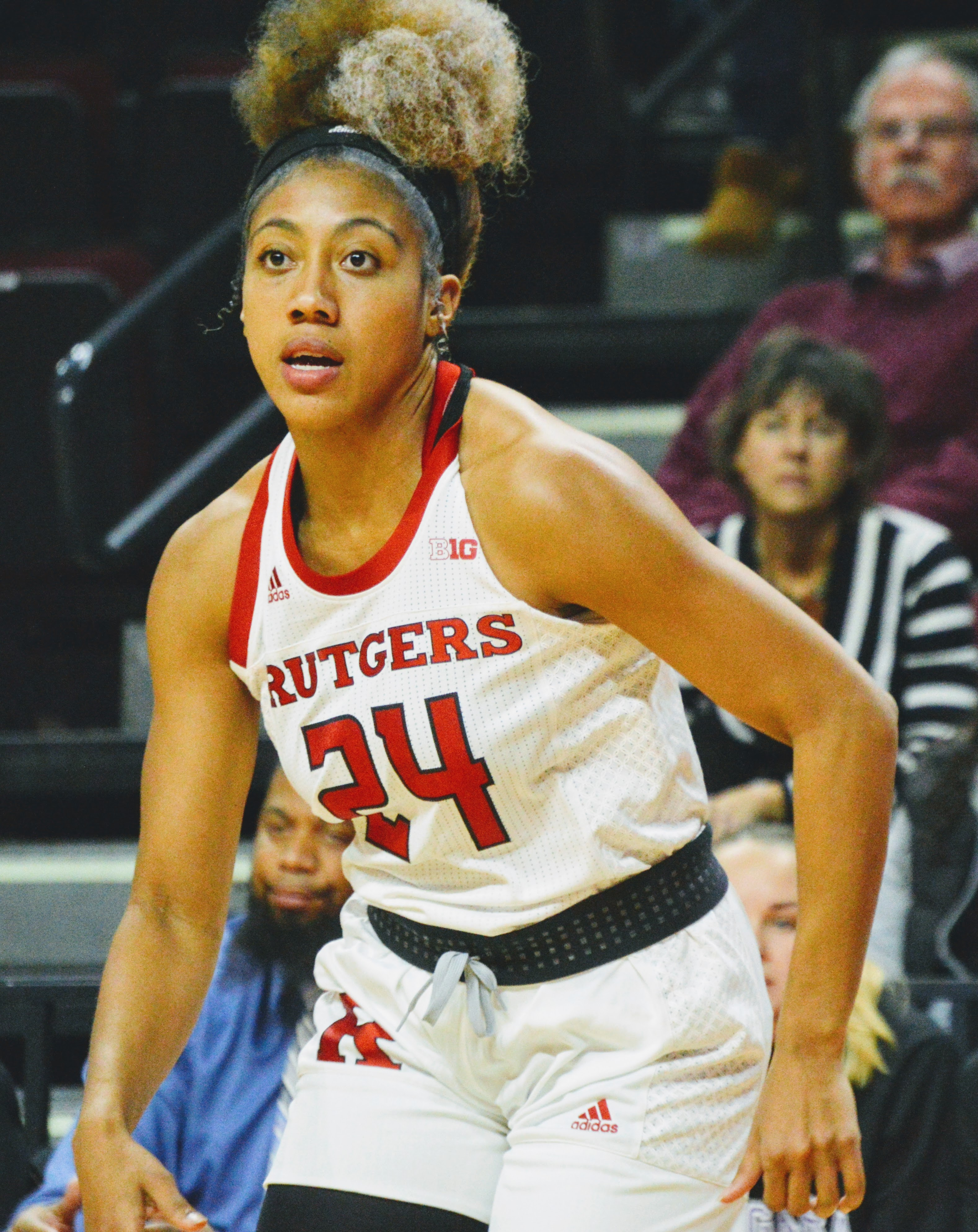
Арелла Гирантес, 22-й номер драфта

Ивана Раца, 28-й номер драфта

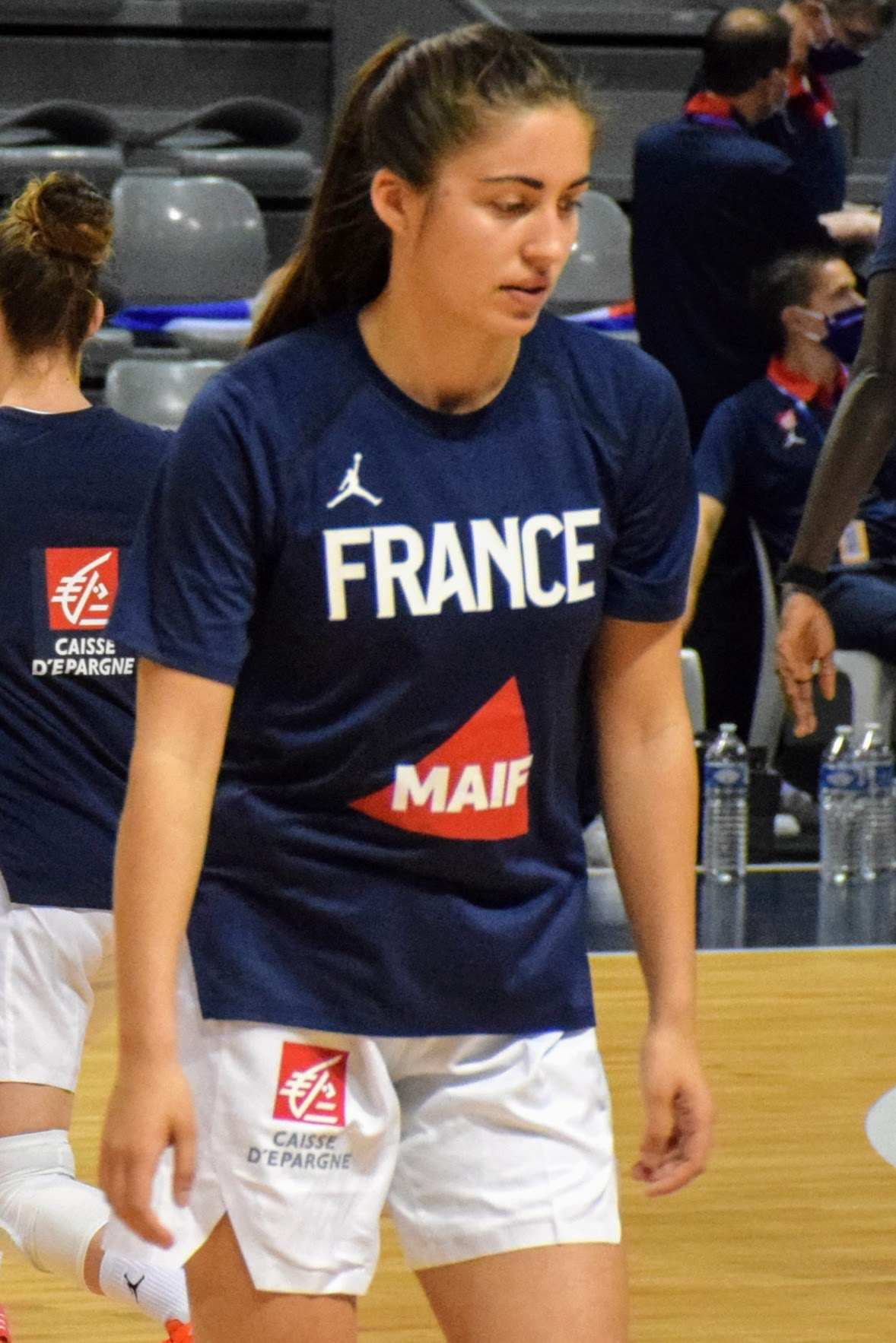
Марин Фоту, 29-й номер драфта

| Выбор | Игрок             | Позиция             | Гражданство | Команда драфта                                                          | Университет/ Бывшая команда                 |
| ----- | ----------------- | ------------------- | ----------- | ----------------------------------------------------------------------- | ------------------------------------------- |
| 1     | Чарли Коллиер     | Форвард / Центровая | США         | Даллас Уингз (право выбора от Нью-Йорк Либерти через Сиэтл Шторм)       | Техасский университет в Остине              |
| 2     | Авак Куиэр        | Форвард / Центровая | Финляндия   | Даллас Уингз                                                            | Виртус Эйрин Рагуза                         |
| 3     | Эйри Макдональд   | Защитник            | США         | Атланта Дрим                                                            | Аризонский университет                      |
| 4     | Кайза Гондрезик   | Защитник            | США         | Индиана Фивер                                                           | Университет Западной Виргинии               |
| 5     | Челси Данджи      | Защитник            | США         | Даллас Уингз (право выбора от Вашингтон Мистикс через Нью-Йорк Либерти) | Арканзасский университет                    |
| 6     | Микаэла Оньенвере | Форвард             | США         | Нью-Йорк Либерти (право выбора от Коннектикут Сан через Финикс Меркури) | Калифорнийский университет в Лос-Анджелесе  |
| 7     | Жасмин Уокер      | Форвард             | США         | Лос-Анджелес Спаркс (право выбора от Чикаго Скай через Даллас Уингз)    | Алабамский университет                      |
| 8     | Шайла Хил         | Защитник            | Австралия   | Чикаго Скай (право выбора от Финикс Меркури через Даллас Уингз)         | Таунсвилл Файр (ЖНБЛ)                       |
| 9     | Ренния Дэвис      | Форвард             | США         | Миннесота Линкс                                                         | Университет Теннесси                        |
| 10    | Стефани Уоттс     | Защитник            | США         | Лос-Анджелес Спаркс                                                     | Университет Северной Каролины в Чапел-Хилле |
| 11    | Элия Уилсон       | Защитник            | США         | Сиэтл Шторм                                                             | Техасский университет A&M                   |
| 12    | Ильяна Рюпер      | Центровая           | Франция     | Лас-Вегас Эйсес                                                         | Танго Бурж Баскет                           |

## Второй раунд
| Выбор | Игрок               | Позиция             | Гражданство | Команда драфта                                                       | Университет/ Бывшая команда              |
| ----- | ------------------- | ------------------- | ----------- | -------------------------------------------------------------------- | ---------------------------------------- |
| 13    | Дейна Эванс         | Защитник            | США         | Даллас Уингз (право выбора от Нью-Йорк Либерти)                      | Луисвиллский университет                 |
| 14    | Дестини Слокам      | Защитник            | США         | Лас-Вегас Эйсес (право выбора от Индиана Фивер)                      | Арканзасский университет                 |
| 15    | Ракель Каррера      | Форвард / Центровая | Испания     | Атланта Дрим                                                         | Валенсия Баскет                          |
| 16    | Наташа Мэк          | Форвард             | США         | Чикаго Скай (право выбора от Даллас Уингз через Лос-Анджелес Спаркс) | Университет штата Оклахома в Стиллуотере |
| 17    | Диди Ричардс        | Защитник / Форвард  | США         | Нью-Йорк Либерти (право выбора от Вашингтон Мистикс)                 | Бэйлорский университет                   |
| 18    | Киана Уильямс       | Защитник            | США         | Сиэтл Шторм (право выбора от Коннектикут Сан)                        | Стэнфордский университет                 |
| 19    | Юник Томпсон        | Форвард             | США         | Индиана Фивер (право выбора от Чикаго Скай)                          | Обернский университет                    |
| 20    | Диджоней Каррингтон | Защитник / Форвард  | США         | Коннектикут Сан (право выбора от Финикс Меркури)                     | Бэйлорский университет                   |
| 21    | Микаэла Келли       | Защитник            | США         | Коннектикут Сан (право выбора от Миннесота Линкс)                    | Университет Центрального Мичигана        |
| 22    | Арелла Гирантес     | Защитник            | США         | Лос-Анджелес Спаркс                                                  | Ратгерский университет                   |
| 23    | Н’дия Джонс         | Форвард             | США         | Сиэтл Шторм                                                          | Техасский университет A&M                |
| 24    | Тринити Баптист     | Форвард             | США         | Индиана Фивер (право выбора от Лас-Вегас Эйсес)                      | Аризонский университет                   |

## Третий раунд
| Выбор | Игрок           | Позиция   | Гражданство | Команда драфта                                       | Университет/ Бывшая команда    |
| ----- | --------------- | --------- | ----------- | ---------------------------------------------------- | ------------------------------ |
| 25    | Валери Хиггинс  | Защитник  | США         | Нью-Йорк Либерти                                     | Тихоокеанский университет      |
| 26    | Челси Перри     | Форвард   | США         | Индиана Фивер                                        | Университет Теннесси в Мартине |
| 27    | Линдсей Пуллиам | Защитник  | США         | Атланта Дрим                                         | Северо-Западный университет    |
| 28    | Ивана Раца      | Форвард   | Сербия      | Лос-Анджелес Спаркс (право выбора от Даллас Уингз)   | Университет Уэйк-Форест        |
| 29    | Марин Фоту      | Защитник  | Франция     | Нью-Йорк Либерти (право выбора от Вашингтон Мистикс) | Лион АСВЕЛ Баскет              |
| 30    | Алия Гудмен     | Защитник  | США         | Коннектикут Сан                                      | Университет штата Орегон       |
| 31    | Флоренсия Шагас | Защитник  | Аргентина   | Индиана Фивер (право выбора от Чикаго Скай)          | УСЭ Эмполи Баскет              |
| 32    | Сиера Джонсон   | Центровая | США         | Финикс Меркури                                       | Техасский университет A&M      |
| 33    | Майя Колдуэлл   | Защитник  | США         | Индиана Фивер (право выбора от Миннесота Линкс)      | Университет Джорджии           |
| 34    | Айна Аюсо       | Защитник  | Испания     | Лос-Анджелес Спаркс                                  | Касадемонт Сарагоса            |
| 35    | Натали Кучовски | Центровая | США         | Сиэтл Шторм                                          | Колледж Лафайета               |
| 36    | Кионна Джетер   | Защитник  | США         | Лас-Вегас Эйсес                                      | Университет Таусона            |